# Wulfila immaculatus
Wulfila immaculatus là một loài nhện trong họ Anyphaenidae.
Loài này thuộc chi Wulfila. Wulfila immaculatus được Richard C. Banks miêu tả năm 1914.